# Берхтесгаденски Алпи
Берхтесгаденските Алпи (на немски Berchtesgadener Alpen) са планински масив в Северните варовикови Алпи и най-източна част на Баварските Алпи. Намират се на границата между Германия (провинция Бавария) и Австрия (провинция Залцбург). Носят името на град Берхтесгаден, който се разполага в средата. Масивът е с размери 35 на 45 км и площ 1500 кв. км.

## География

### Местоположение
От две страни – юг и изток са оградени от долината на река Залцах, която тук прави голям завой. От запад минава нейният приток Залах. В непоседствена близост са Кимгауерските и Кицбюелските Алпи, както и масивът Таненгебирге. В този район границата между Австрия и Германия дълбоко се вклинява в австрийска територия, за да следва линията на Берхтесгаденските Алпи. Тя е такава от векове назад.

### Хребети и върхове
Най-общо казано масивът има било, което наподобява буквата Y. Двата северни хребета заобикалят живописната долина на езерото Кьонигзее и представляват любимо масто за много германци и австрийци. Именно в нея се намира Берхтесгаден, както и по-големият град Бишофсвизен. Най-високият връх Хохкьониг (2941 м) се издига на късото южно било, отвъд проход на име Торшарте. Други по-високи върхове са: Хохзайлер (2793 м), Вацман (2713 м), Зелбхорн (2655 м). Различават се девет групи върхове.

### Води
В района на масива са разположени езерата Кьонигзее – световноизвестно с красотата си – и по-малкото Оберзее. През тях протича река Кьонигзее Ахе. Те имат ледников произход – бреговете им са стръмни, на места отвесни. Кьонигзее (което е с площ 5 кв. км) е забележително дълбоко със своите 188 м. Над езерата може да се види друга туристическа атракция – 470-метровият водопад Рьотбах, най-висок в цяла Германия. Природата в района е красива и добре съхранена, поради което през 1978 г. е създаден Националният парк „Брехтесгаден“.

## Туризъм
Районът на Берхтесгаденските Алпи може да претендира за най-популярната туристическа дестинация в Германия. Исторически той е бил любимо място на Адолф Хитлер – негова резиденция с изградено бомбоубежище. Днес има условия за пешеходен и ски туризъм, както и за алпинизъм и скално катерене. Оттук минава червената линия на трансграничния високоалпийски маршрут Via Alpina. До върховете отвеждат зъбчати железници и кабинкови лифтове, включително най-старият кабинков лиф в света. През август 2018 г. е открит нав лифт до панорамната площадка на връх Йенер. На разположение на туристите са 22 хижи.